# الحريم (مسلسل)
الحريم، مسلسل كويتي. يتحدث عن حقوق المرأة وان الرجل والمراة سواسية. وكيف الرجل يخون المرأة ويستولي على مالها ويستغل حبها له، أخرجه غافل فاضل وقام بتاليفه الفنانة حياة الفهد.

## الفنانين المشاركين
| الممثل(ة)         |
| ----------------- |
| حياة الفهد        |
| عبير الجندي       |
| عبدالامام عبدالله |
| أمل عباس          |
| أحمد السلمان      |
| أحمد مساعد        |
| منى عبد المجيد    |
| عبير أحمد         |
| إلهام الفضالة     |
| إبراهيم الزدجالي  |
| شهد الياسين       |
| أمل عبد الكريم    |
| شيماء علي         |
| هدى إبراهيم       |
| محمد الشعيبي      |
| بدر الشعيبي       |